# Амик
Амик (грч. Ἄμυκος) је у грчкој митологији био краљ Бебрика у Битинији.

## Етимологија
Име Амик има значење „онај који гласно риче“.

## Митологија
Био је син Посејдона и Битиниде или битинијске нимфе Мелије. Поседовао је натприродну снагу и пошто је био посебно вешт у песничењу, изазивао је странце на двобој, а уколико би одбили, бацао их је са стене у море. У тој борби би их убијао својом огромном песницом. Тако је изазвао и Аргонауте, које је при томе уценио да им у супротном неће дати храну и пиће. Изазов је прихватио Полидеук, иако је био старији и мање масе. Он га је и победио, те га натерао да обећа да ће убудуће странцима дозвољавати улаз у земљу. Полидеук је иначе био победник на Олимпијским играма и изазов је прихватио драге воље. Према једној причи, у борби која је уследила, Полидеук је врло вешто засуо Амика ударцима и коначно га убио, поломивши му слепоочну кост. Због тога је вођа Аргонаута, Јасон, принео жртву Посејдону, двадесет црвених бикова, како би га умилостивио због убиства сина. Бикове је иначе узео као део плена. Бебрици су напали Аргонауте због убиства свог краља, па су ови морали да их савладају и потом су и опљачкали краљев двор. Према Аполодору и Аполонију са Рода, пре овог фаталног сусрета и сукоба, при коме га је Полидеук везао, Амик је имао непријатељски однос са Ликом, краљем Мизије, кога је подржавао Херакле и чак убио Амиковог брата Мигдона. Према Плинију, на Амиковом гробу је изникао ловор (Laurus insana), чија је гранчица имала чаробну моћ. Када ју је посада однела на брод, отпочела је расправа која се није завршила док гранчицу нису бацили са брода.

## Тумачење
Прича о Амику, према Роберту Гревсу, настала је тумачењем иконе на којој су биле приказане погребне игре након што би старог краља бацили са стене. Теокрит је врло детаљно описао песничење између Амика и Полидеука; први је носио рукавице са клинцима, док је други имао рукавице од нештављене коже. Наиме, он је тиме показао негодовање запостављања традиционалне, старе борбе са кожним рукавицама, јер су Римљани користили управо оне са клиновима или прстењем.

## Друге личности
У литератури се помиње још личности са овим именом. Неке су описане у Вергилијевој „Енејиди“, потом у Овидијевим „Метаморфозама“ и коначно у Хомеровој „Илијади“. Вергилије је поменуо Енејиног сапутника у Италији, кога је убио Турно и другу личност, Теаниног супруга. Овидије је поменуо кентаура са овим именом, Офионовог (или Опинионовог) сина, који је присуствовао Пиритојевој свадби и борио се против Лапита. Убио га је Пелат (или Белат).